# Merkjärvet
Merkjärvet är två sjöar i Fredrikshamns kommun Kymmenedalen, Finland:
- Pieni Merkjärvi, 60°39′28″N 27°07′02″Ö / 60.6577°N 27.1172°Ö (7,95 ha)
- Suuri Merkjärvi, 60°39′26″N 27°07′54″Ö / 60.6573°N 27.1317°Ö (73,51 ha)